# Бежівська сільська рада
Бежівська сільська рада — колишня адміністративно-територіальна одиниця та орган місцевого самоврядування у Черняхівському районі Волинської округи, Київської і Житомирської областей УРСР та України з адміністративним центром у с. Бежів.

## Населені пункти
Сільській раді були підпорядковані населені пункти:
- с. Бежів

## Населення
Кількість населення ради, станом на 1923 рік, становила 2 328 осіб, кількість дворів — 258.
Відповідно до результатів перепису населення 1989 року, кількість населення ради, станом на 12 січня 1989 року, становила 693 особи.
Станом на 5 грудня 2001 року, відповідно до перепису населення України, кількість мешканців сільської ради становила 617 осіб.

## Склад ради
Рада складалась з 12 депутатів та голови.

## Керівний склад сільської ради
| ПІБ                       | Основні відомості                                                               | Дата обрання | Дата звільнення |
| ------------------------- | ------------------------------------------------------------------------------- | ------------ | --------------- |
| Буднік Сергій Миколайович | Сільський голова, 1959 року народження, освіта, безпартійний                    | 26.03.2006   | 31.10.2010      |
| Ревчук Наталія Миколаївна | Сільський голова, 1977 року народження, освіта середня спеціальна, позапартійна | 31.10.2010   | 25.10.2020      |

Примітка: таблиця складена за даними джерела

## Історія
Раду було утворено 1923 року в складі сіл Бежів, Головине, Киселівка та Корчівка Бежівської волості Житомирського повіту Волинської губернії. 7 березня 1923 року увійшла до складу новоутвореного Черняхівського району. 28 вересня 1925 року до складу ради включено с. Корчівку Свидівської сільської ради Потіївського району, в результаті чого села було перейменовано на Корчівку Першу та Корчівку Другу. 27 жовтня 1926 року обидві Корчівки увійшли до складу новоствореної Корчівської сільської ради. Від 1930 року до 11 серпня 1954 року с. Головине було адміністративним центром Головинської сільської ради, після чого повторно підпорядковане Бежівській сільраді.
Станом на 1 вересня 1946 року сільська рада входила до складу Черняхівського району Житомирської області, на обліку в раді перебували села Бежів та Киселівка.
Станом на 1 січня 1972 року сільська рада входила до складу Черняхівського району Житомирської області, на обліку в раді перебували села Бежів та Головине.
14 березня 1977 року, відповідно до рішення Житомирського облвиконкому № 113 «Про зміни в адміністративно-територіальному підпорядкуванні окремих населених пунктів області», с. Головине передано до складу Сліпчицької сільської ради Ченяхівського району.
Виключена з облікових даних 17 липня 2020 року. Територію та населені пункти ради, відповідно до розпорядження Кабінету Міністрів України № 711-р від 12 червня 2020 року «Про визначення адміністративних центрів та затвердження територій територіальних громад Житомирської області», включено до складу Черняхівської селищної територіальної громади Житомирського району Житомирської області.